# Flaga Kołobrzegu
Flaga Kołobrzegu – jeden z symboli miasta Kołobrzeg w postaci flagi, ustanowiony uchwałą rady miejskiej nr XLII/585/10 z 23 lutego 2010.

## Wygląd i symbolika
Flaga Kołobrzegu została zaprojektowana jako płat tkaniny o proporcji szerokości do długości 5:8 podzielony na cztery równoległe pasy (od góry):
- pas biały o szerokości 2/5,
- pas niebieski o szerokości 1/10
- pas biały o szerokości 1/10
- pas czerwony 2/5[1].

Pośrodku flagi umieszczony jest herb Kołobrzegu. Kolory flagi są wyprowadzone z herbu.

## Historia
Władze niemieckie Kołobrzegu używały flagi o barwach biało-czerwonej. Przed I wojną światową położenie pasów nie zostało ustalone tj. używano flagi biało-czerwonej i czerwono-białej. Następnie w celu odróżnienia od flagi Polski zdecydowano umieszczać pas czerwony na górze flagi.

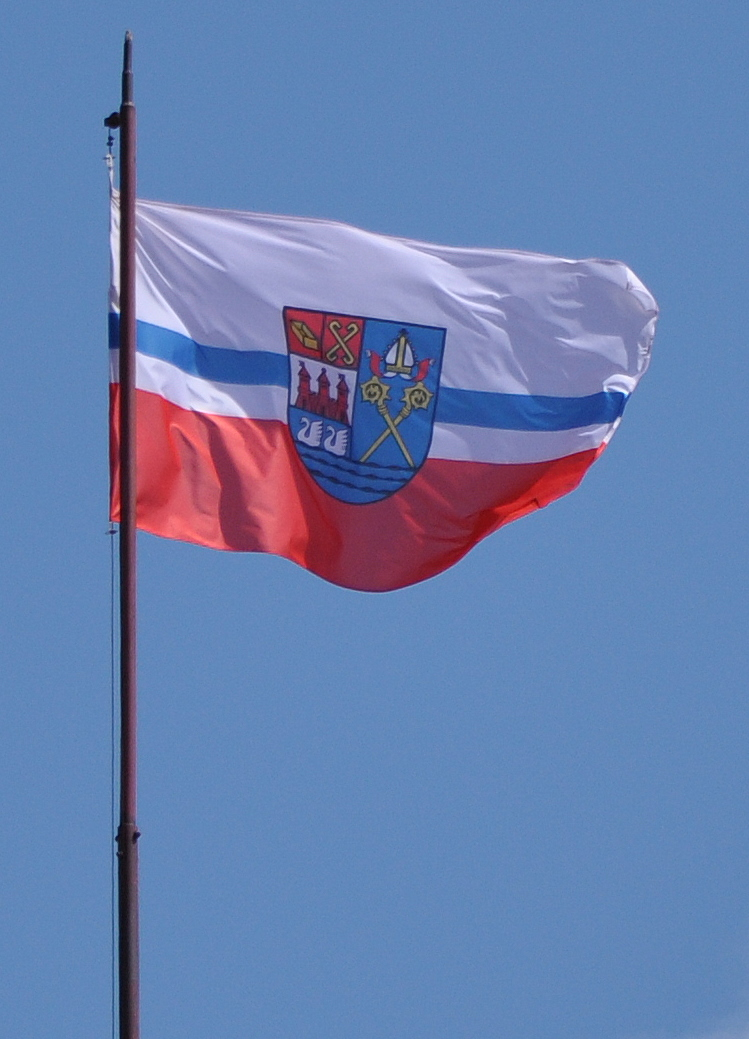
Flaga na budynku Urzędu Miasta Kołobrzeg
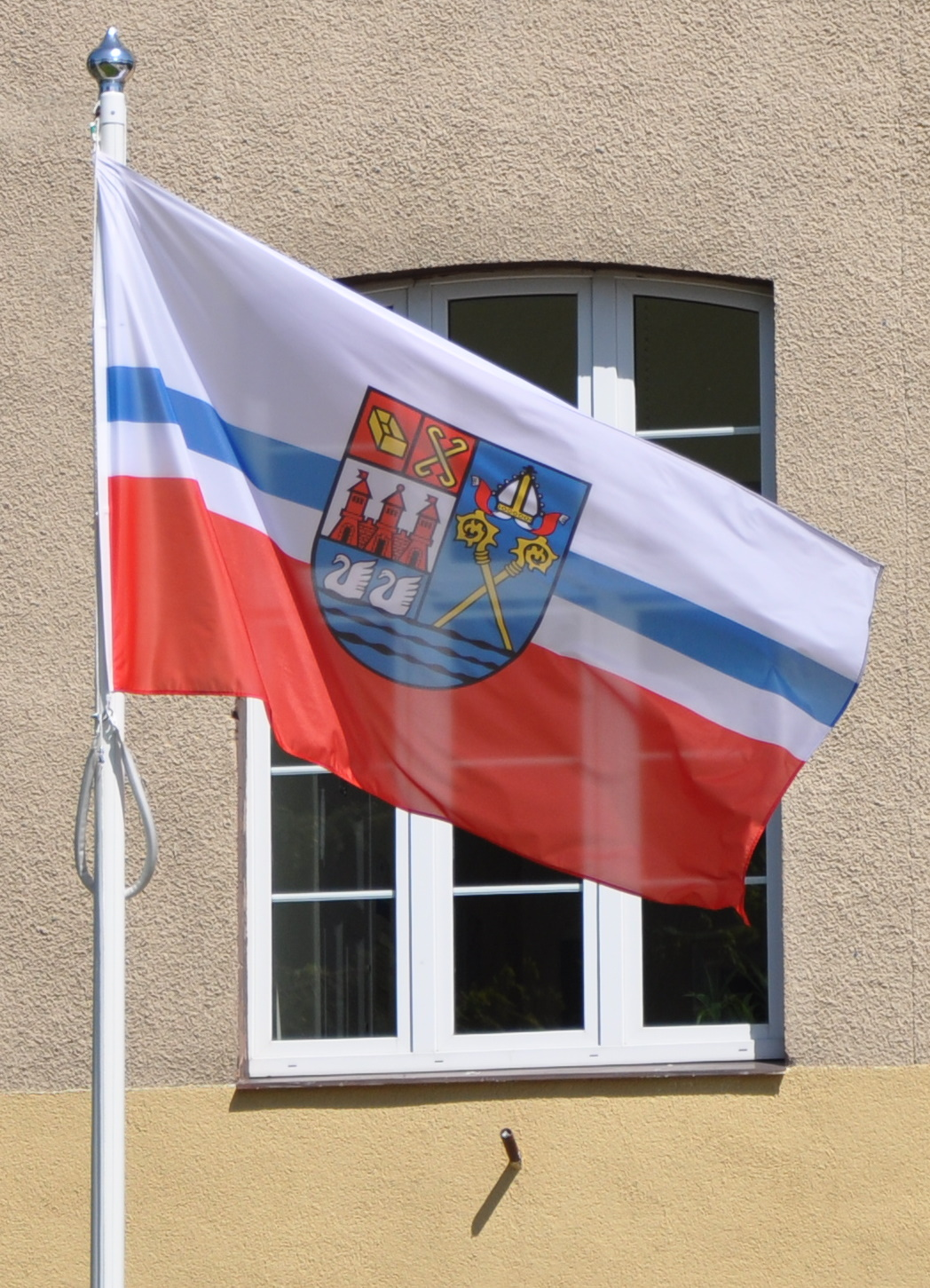
Flaga w Skwerze Miast Partnerskich